# Catalogue des orbites de binaires spectroscopiques
Le Catalogue des orbites de binaires spectroscopiques est un catalogue astronomique qui répertorie les données des orbites des objets binaires spectroscopiques, publié à partir de 1969 par l'astronome Alan Henry Batten du Dominion Astrophysics Observatory et ses collaborateurs. 
Le catalogue est régulièrement mis à jour depuis sa création. En 2000, la 24e assemblée générale de l'Union astronomique internationale créa un groupe de travail responsable de l'actualisation du catalogue et de la conversion de la version sur papier en une base accessible par télématique. La version actuelle en est la neuvième édition (en abrégé SB9), qui répertorie les orbites de plus de trois mille systèmes binaires.